# Chlorochaeta ditaria
Chlorochaeta ditaria là một loài bướm đêm trong họ Geometridae.